# المقامة اللؤلؤية
المقامة اللؤلؤية، كتبها جلال الدين السيوطي في فترة شديدة من فترات حياته، عبر فيها عن حاله حين اعتزل الناس إلى العلم واعتذر عن التدريس والفتيا والقضاء، بعد أن لم يجد ثمرة لإخلاصه وجده وعلمه وتحريه للحق والعدل إلا المرارة والأسى لما رآه من الجحود والنكران والحسد والعداوة والعدوان.
عبر في هذه المقامة عن مشاعره الأليمة وقدم صورة يائسة لما عاناه على مر حياته من غدر الناس وخداعهم، مما اضطره أن يلزم بيته حفظاً لكرامته في تعبير له دلالة مهمة على ما آل إليه حال العلماء من علو قدر الأدعياء منهم ومهانة الأصلاء وهوانهم على الناس، مما لم تقبله نفسه الأبية.

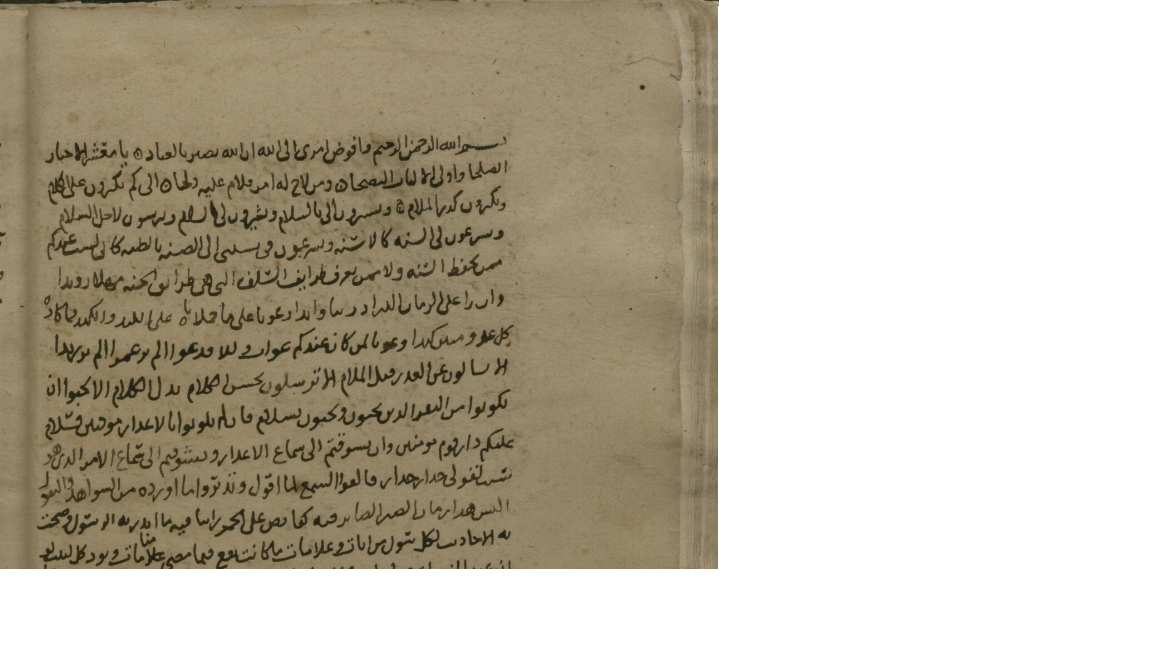
صورة للصفحة من مخطوطة المقامة اللؤلؤية لجلال الدين السيوطي

## مقتطفات من المقامة

### من مقدمة المقامة
يا معشر الأحباب الصلحا، وأولي الألباب النصحا، ومن لاح له أمر فلام عليه ولحا.. إلى كم تكثرون علي الكلام، وتكبرون لدي الملام، وتشيرون إلي بالسلام، وتريشون لأجلي السهام، وتشرعون لي ألسنة كالأسنة، وتسرعون في نسبي إلى الظنة بالظنة، كأني عندكم ممن لا يحفظ السنة، ولا ممن يعرف طرائق السلف التي هي طرائق إلى الجنة.

### من خاتمة المقامة
فلما رأيتُ نظام العلم قد فسد، وسوق الفضل قد كسد، ووقع التساوي -ويا ليته- بل التقديم للهر على الأسد، والحصى على السَبَد، وامتلأ كل جسد بالحسد، وساد الجاهل بما إليه وسد وسد، وكاد العالِم أن يُجر من عنقه بحبل من مسد، ولم يُسد به لعدم الالتفات إليه مَسَد، وقيل يا أرض ابلعي ماءك، ويا سماء أقلعي، ويا خيل الجهل اركبي، ويا خيل الله من حيث جئت فارجعي، والمتصولح منهم واقف عند هواه، وإن كان فيه تواه، إن ذكر له الحق لم يصغ إليه، وإن بُيِّن له الشرع لم يعول عليه.. رأيت أن أدع العامة وأمرها، والطامة وأمرها، وأقول كما قال أكابر الصحابة، حين رأوا ترك الفتيا عين الإصابة: "ولِّ حارها من تول قارها"، وكن منها وإن كنت فارِها فارّها.. كما قيل
وإذا البيادق في الدسوت تفرزنت ..... فالرأي أن يتبيدق الفرزان !
فتركت التدريس والإفادة، والإبداء والإعادة ...